# خوان ولاسکو آلوارادو
خوان فرانسیسکو ولاسکو آلوارادو (اسپانیایی: ُJuan Velasco Alavardo؛ ۱۶ ژوئن ۱۹۱۰ – ۲۴ دسامبر ۱۹۷۷) یک سیاست‌مدار و ژنرال اهل پرو و از اکتبر ۱۹۶۸ تا اوت ۱۹۷۵ رئیس‌جمهور این کشور بود.